# Toyota Sienna
Toyota Sienna – samochód osobowy typu MPV produkowany przez japońską firmę Toyota od roku 1997, w fabryce Toyota Motor Manufacturing Indiana, w Princeton, w stanie Indiana, na rynek północnoamerykański. Następca modelu Previa. Dostępny jako 5-drzwiowy van. Zbudowany na płycie podłogowej uznanego w USA modelu Toyota Camry. Moc przenoszona jest na oś przednią (opcjonalnie AWD) poprzez automatyczną skrzynię biegów. Od początku produkcji Sienna doczekała się trzech generacji – obecna trzecia generacja produkowana od lutego 2010 roku.

## Pierwsza generacja (XL10 1997–2002)

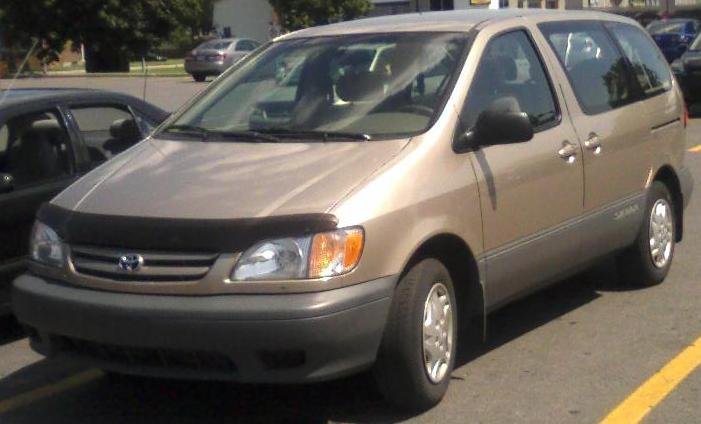
Toyota Sienna LE

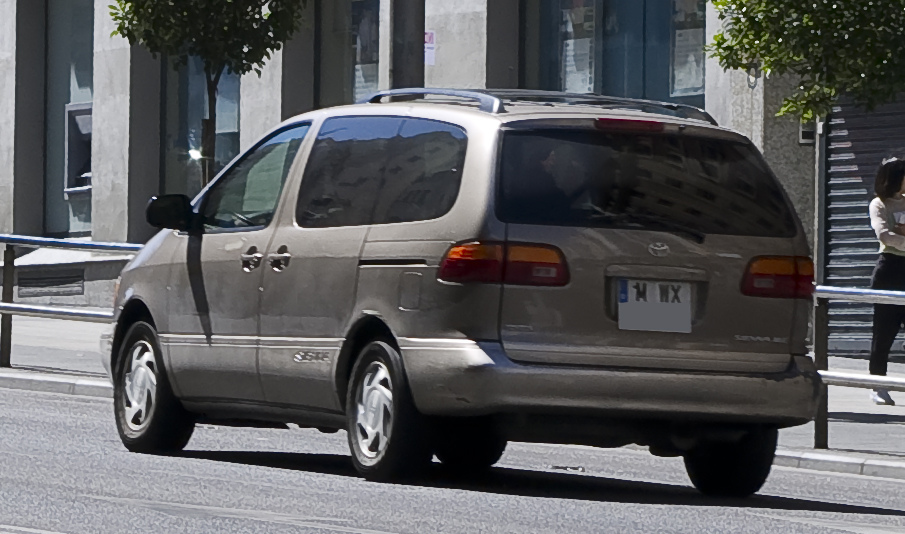
Toyota Sienna SE

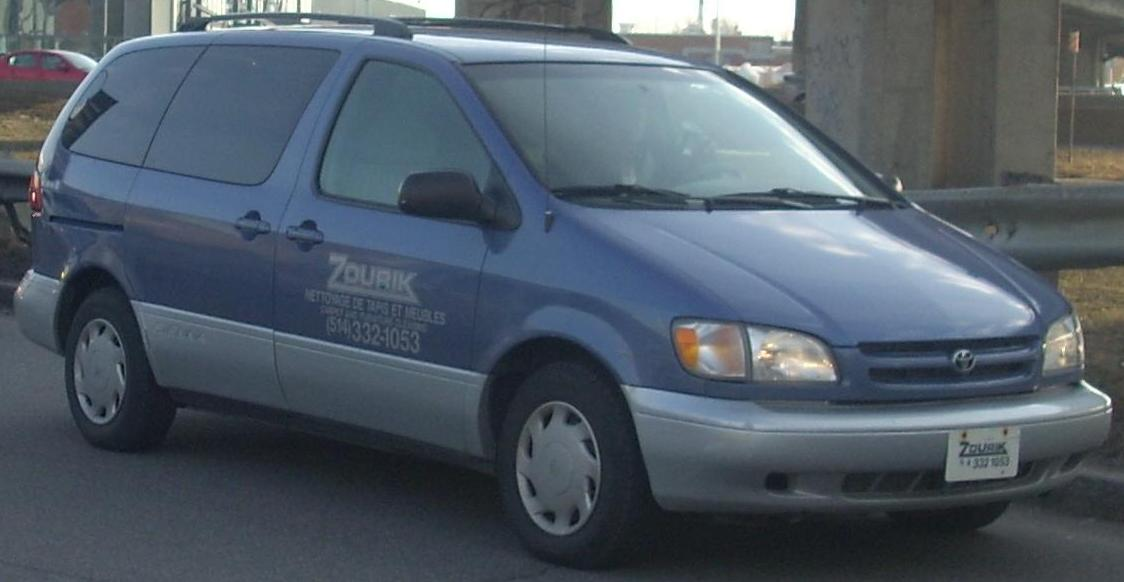
Toyota Sienna CE

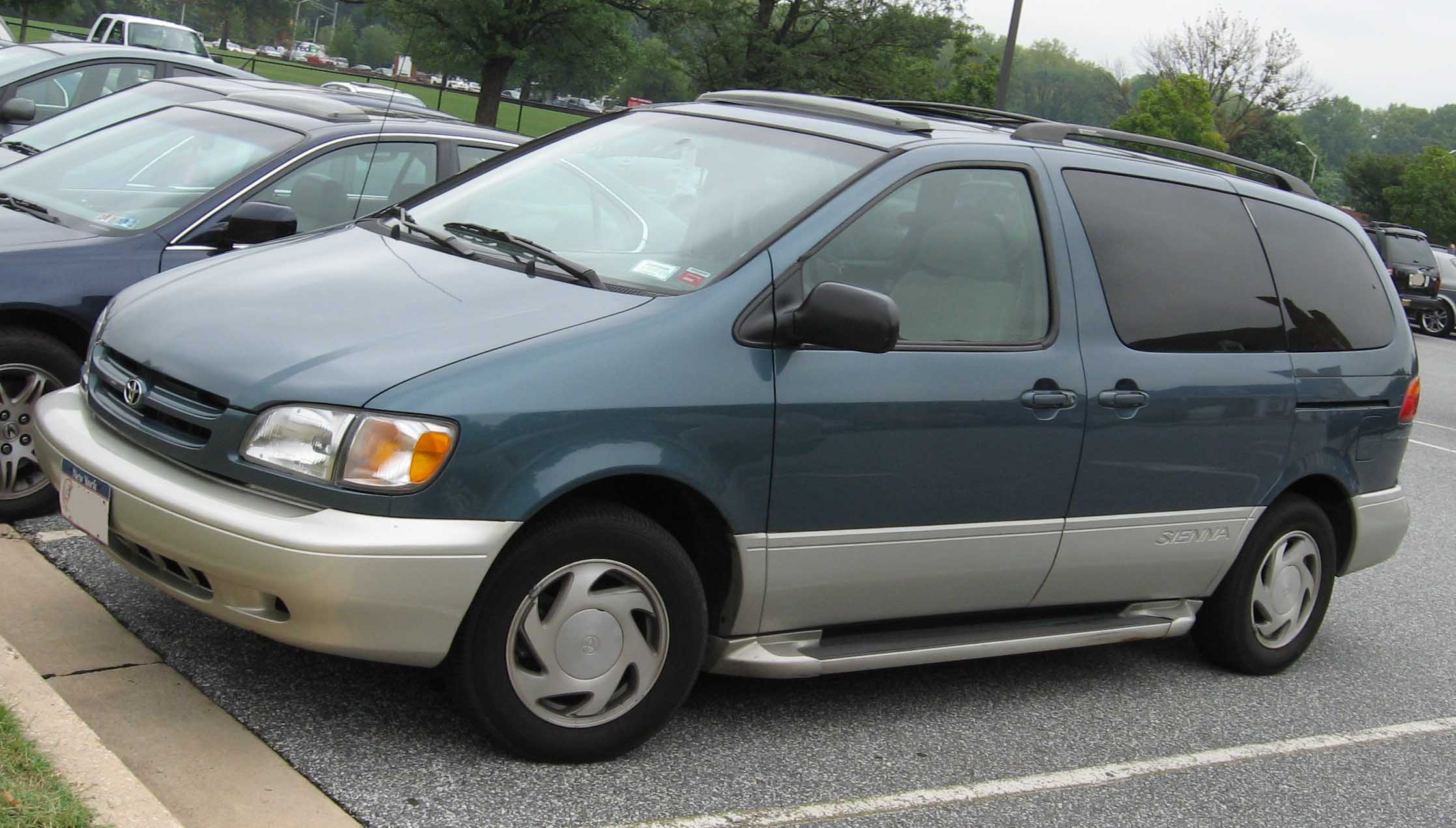
Toyota Sienna XLE

W 1997 roku Sienna zadebiutowała z 3,0-litrowym silnikiem 1MZ-FE V6 o mocy 194 KM (145 kW) i momentem obrotowym 284 Nm. Zbudowana na rozszerzonej platformie Toyota Camry, sprzedawana była z wykorzystaniem popularności i reputacji Camry. Nazwa pochodzi od włoskiego miasta Siena, w regionie Toskania.
Sprzedawana była w trzech wersjach wyposażenia: CE, LE i XLE. Modele LE i XLE zostały wyposażone w fotele kapitańskie w drugim rzędzie, a model CE wyposażony w dwuosobowy fotel pasażera. Siedzenia można było łatwo składać i indywidualnie usuwać w razie potrzeby. Tylne drzwi przesuwne, bagażnik dachowy były standardowo montowany w modelach LE i XLE, zaś opcjonalnie w modelach CE. Modele XLE oferowały skórzane fotele i pakiet wyposażenia z drewna. Sienna mogła pochwalić się również najlepszą w swojej klasie oszczędnością paliwa:14,5 l/100 km w mieście oraz 10,5 l/100 km w trasie. Rok po premierze, Sienna zyskała konkurencję w postaci Honda Odyssey, która była większa i oferowała silnik V6 jak Sienna.
W roku modelowym z 2001 Sienna przeszła face-lifting, w którym dokonano zmian w przednich i tylny pasach bezpieczeństwa, przebudowę przedniego grilla i zderzaka oraz poprawiono tylne światła. Toyota przeprojektowała również konsolę środkową, aby zwiększyć użyteczność przycisków sterujących. Ponadto silnik wyposażony został w zmienne fazy rozrządu VVT-i, a moc zwiększono do 210 KM (157 kW) i moment obrotowy 298 Nm. 
Pierwsza generacja zyskała popularność głównie za sprawą wysokiego poziomu bezpieczeństwa, była w owym czasie jednym z niewielu minivanów oferujących takie opcje jak: przednie i tylne poduszki powietrzne oraz kontrola stabilności toru jazdy. 

### Silnik
- V6 3,0 l (2995 cm³), 4 zawory na cylinder, DOHC
- Układ zasilania: wtrysk EFi
- średnica cylidra x skok tłoka: 87,50 mm × 83,00 mm
- Stopień sprężania: 10,5:1
- Moc maksymalna: 197 KM (145 kW) przy 5200 obr./min (wersja do 2001 roku) / 210 KM (157 kW) przy 5200 obr./min
- Maksymalny moment obrotowy: 284 N•m przy 4400 obr./min (wersja do 2001 roku) / 298 Nm przy 4400 obr./min

### Osiągi
- Przyspieszenie 0-100 km/h: 10,0 s
- Prędkość maksymalna: 171 km/h

## Druga generacja (XL20 2003–2010)

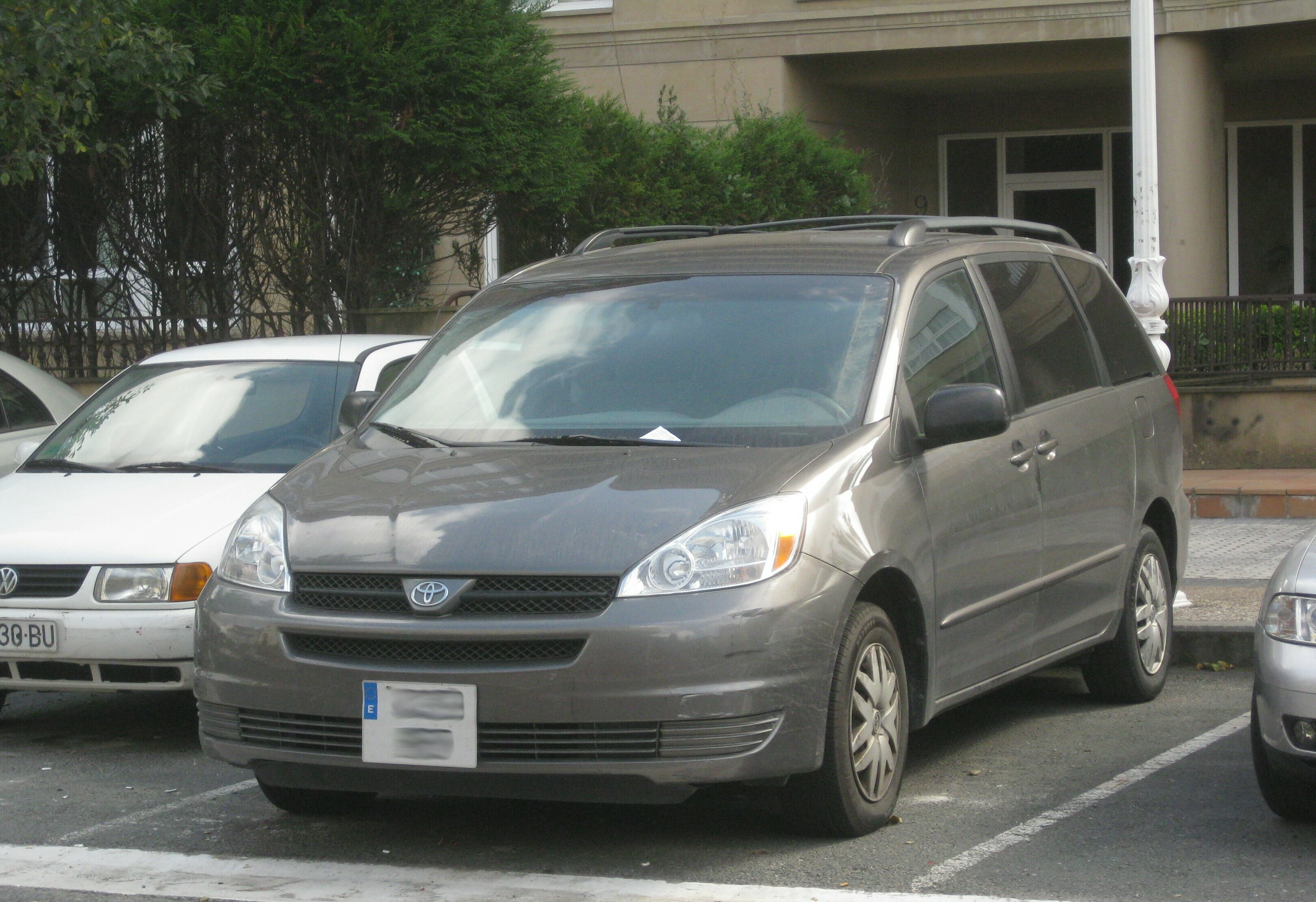
Toyota Sienna LE

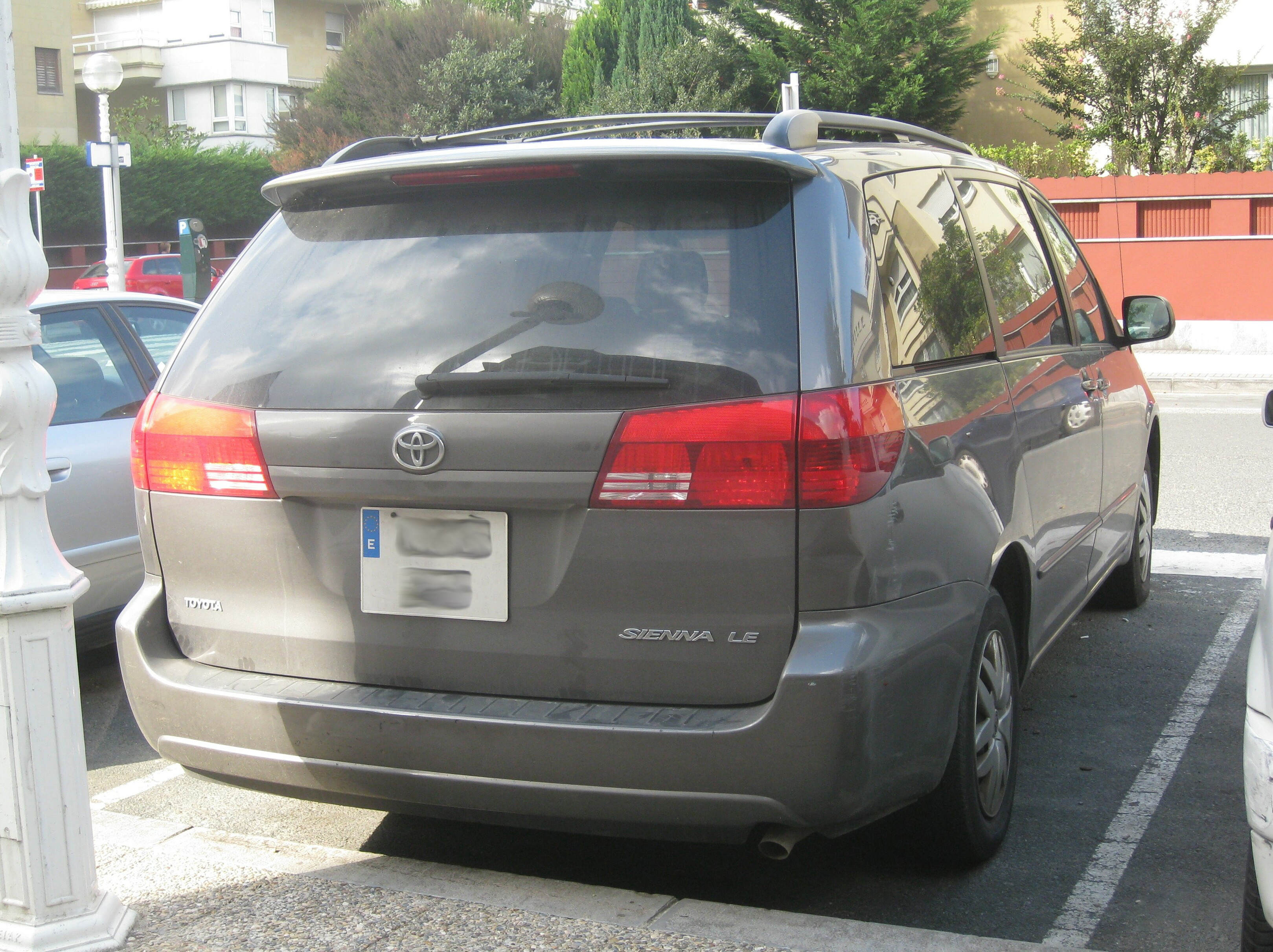
Toyota Sienna LE

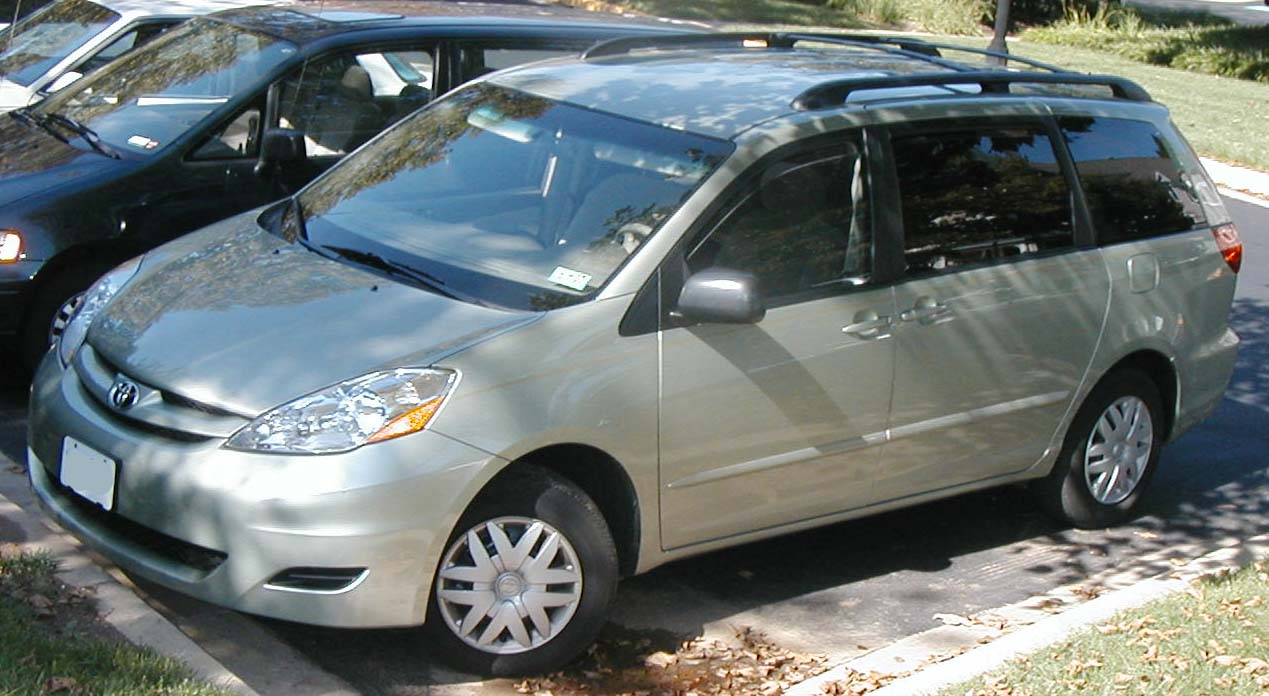
Toyota Sienna CE face-lifting

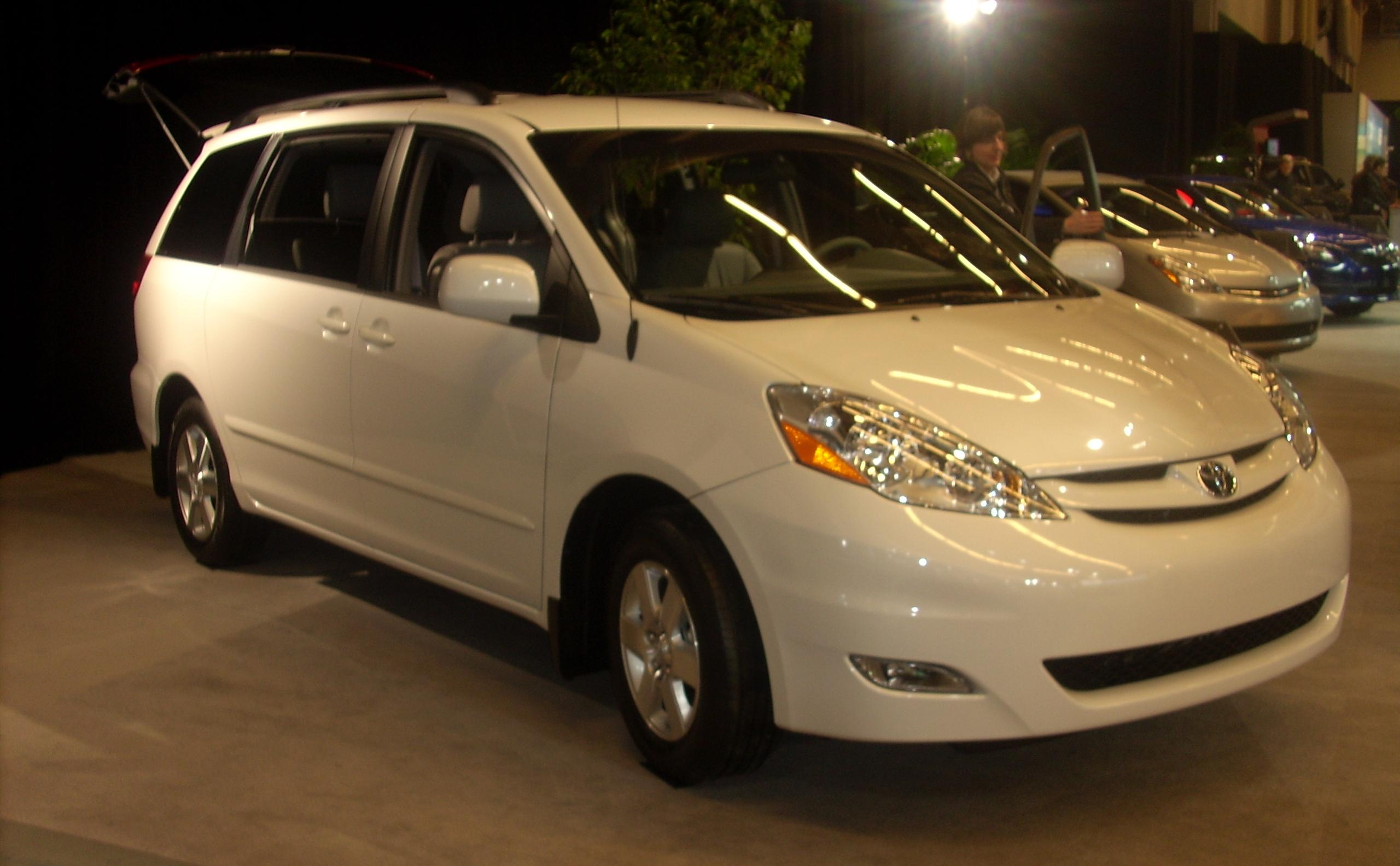
Toyota Sienna XLE face-lifting

6 stycznia 2003 r. druga generacja Sienny została pokazana podczas Detroit Auto Show. Największe zmiany w stosunku do pierwszej generacji to: 45 procent powiększone wnętrze oraz 39 procent więcej przestrzeni ładunkowej. Siedzenia trzeciego rzędu były podzielone w proporcji 60/40. Samochód dodatkowo oferowany był w wersji z napędem na wszystkie koła.
W drugiej generacji zupełnie przeprojektowano karoserię, zaś do napędu zastosowano nowy silnik: 3,3-litrowy 3MZ-FE V6 w połączeniu z nową pięciobiegową automatyczną skrzynią biegów. Drążek zmiany biegów został przeniesiony z kolumny kierownicy do konsoli środkowej. Samochód występował w ośmioosobowej wersji, drugi rząd siedzeń można było demontować, zaś trzeci rząd siedzeń chowany był w podłogę bagażnika, dzięki czemu samochód mógł transportować materiały o wymiarach 1,2 na 2,4 metra.
Zwiększono ilość proponowanych wersji wyposażenia standardowego oraz dodatkowego – dostępne wersje to: CE, LE i XLE oraz XLE Limited (przemianowane na Limited w późniejszych latach). Najwyższa wersja XLE Limited charakteryzowała się pakietem chromowanego wykończenia zewnętrznego oraz kierownica z drewnianymi akcentami. 
Opcje standardowe obejmowały: elektryczne sterowanie fotelami przednimi, szkło absorbujące energię słoneczną (HSEA) na szybie przedniej. Wszystkie Sienny z lat 2004-2007 posiadały maksymalny udźwig holowanej przyczepy na wynoszącą 1 500 kg.
W droższych wersjach oferowany był opcjonalnie napęd na wszystkie koła w sposób ciągły z podziałem mocy silnika 50:50 przodu/tył.
W opcji, występowały reflektory HID Xenon, aktywna laserowa kontrola trakcji, czujniki parkowania, wypukłe lusterko wsteczne, aby kierowca mógł widzieć pasażerów, system nawigacji głosowej, kamerę cofania, 10-głośnikowy system audio JBL i tylny system rozrywki DVD z dwoma gniazdami 110 V.
Nowa stylistyka pozwoliła na współczynnik oporu Cd = 0,30. Średnie spalanie wynosiło 14 l/100 km w mieście oraz 10 l/100 km w trasie przy napędzie na koła przednie oraz 14,6 l/100 km w mieście i 10,5 l/100 km w trasie przy napędzie na wszystkie koła. Promień skrętu, najlepszy w swojej klasie wynosi 11,2 metra.
Sienna była standardowo wyposażona w system przeciw blokowania kół w czasie hamowania ABS, system wspomaganie hamowania, system elektronicznego rozkładu siły hamowania, system kontrola trakcji i system monitorowania ciśnienia w oponach. Poduszki przednie, oraz boczne tułowia i boczne kurtyny powietrzne były montowane w standardzie we wszystkich opcjach wyposażenia. Kontrola stabilności toru jazdy początkowo opcjonalna stała się standardem dla modeli od 2008 roku.
W roku 2006 Sienna doczekała się face-liftingu. Zmianie uległ przedni grill, przednie i tylne lampy oraz zestaw zegarów. Z nazwy wersji wyposażeniowej XLE Limited został usunięte oznaczenie XLE, a nowe ekskluzywne wyposażenie dla tej wersji zawierało opcjonalną funkcję pamięci dla fotela kierowcy i lusterek bocznych(dostępne również dla wersji XLE jako opcja) oraz składane zewnętrzne lusterka. Inne opcje to połączenie Bluetooth i składane elektrycznie siedzenia trzeciego rzędu. Przednie boczne poduszki tułowia i boczne kurtyny powietrzne dla wszystkich trzech rzędów stały się standardowym wyposażeniem wszystkich modeli. 
W roku 2007 Sienna otrzymała nowy silnik 3,5-litrowy 2GR-FE V6 o mocy 266 KM (198 kW) i średnim spalaniu 13,5 l/100 km w mieście oraz 10 l/100 km w trasie przy napędzie na koła przednie oraz 14,5 l/100 km w mieście i 11 l/100 km w trasie przy napędzie na wszystkie koła.
W roku 2008 system kontroli toru jazdy stał się standardem we wszystkich dostępnych wersjach.

## Trzecia generacja (XL30 2010–2020)

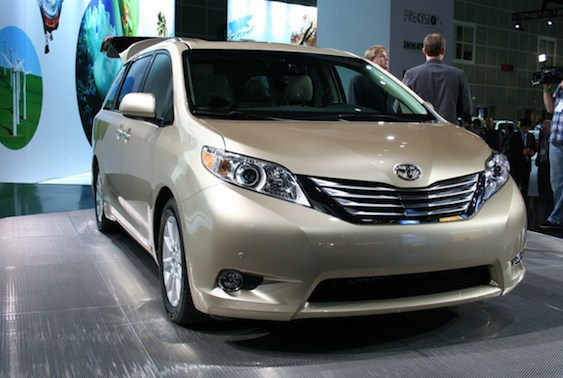
Toyota Sienna Limited

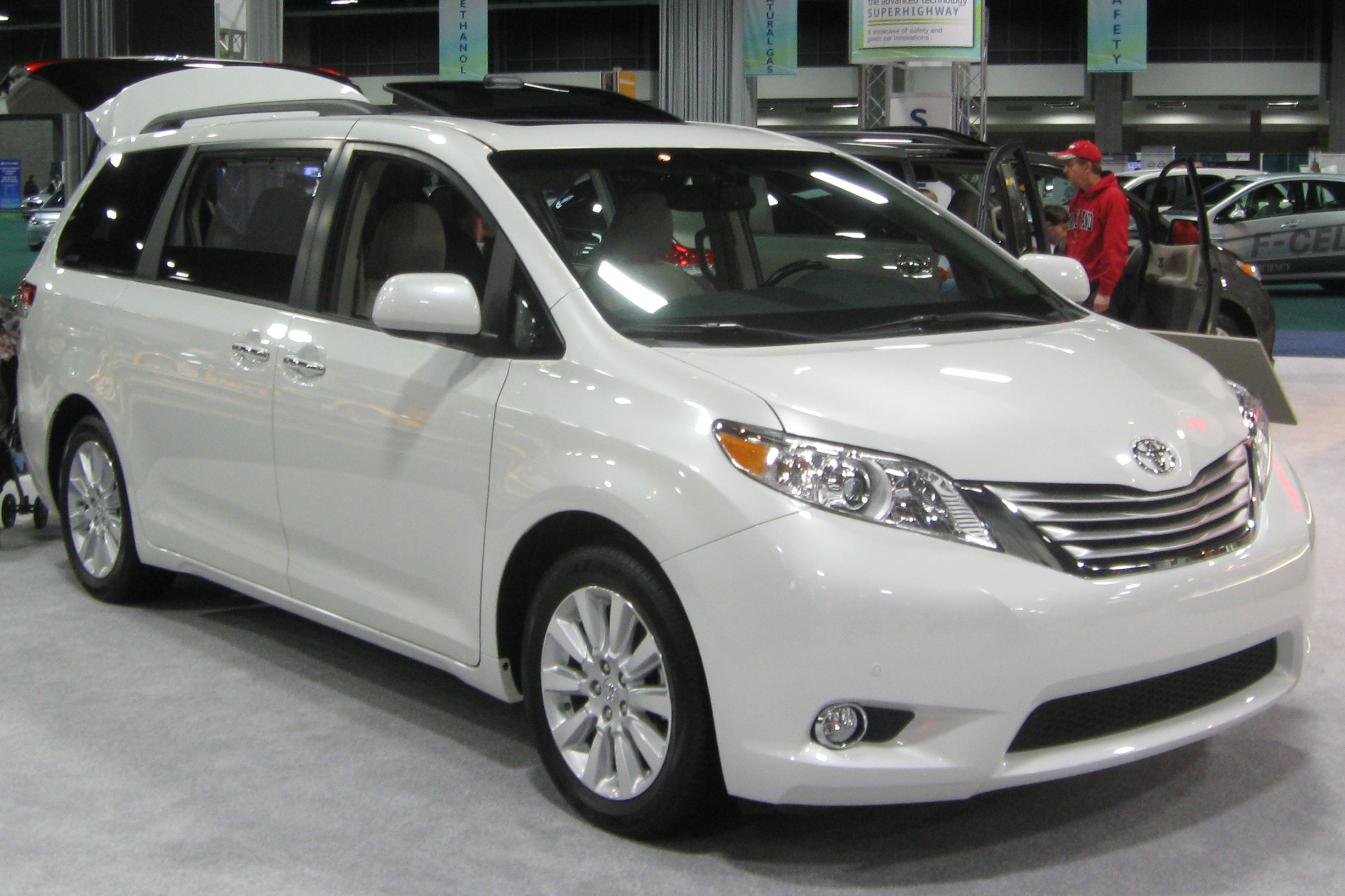
Toyota Sienna Limited

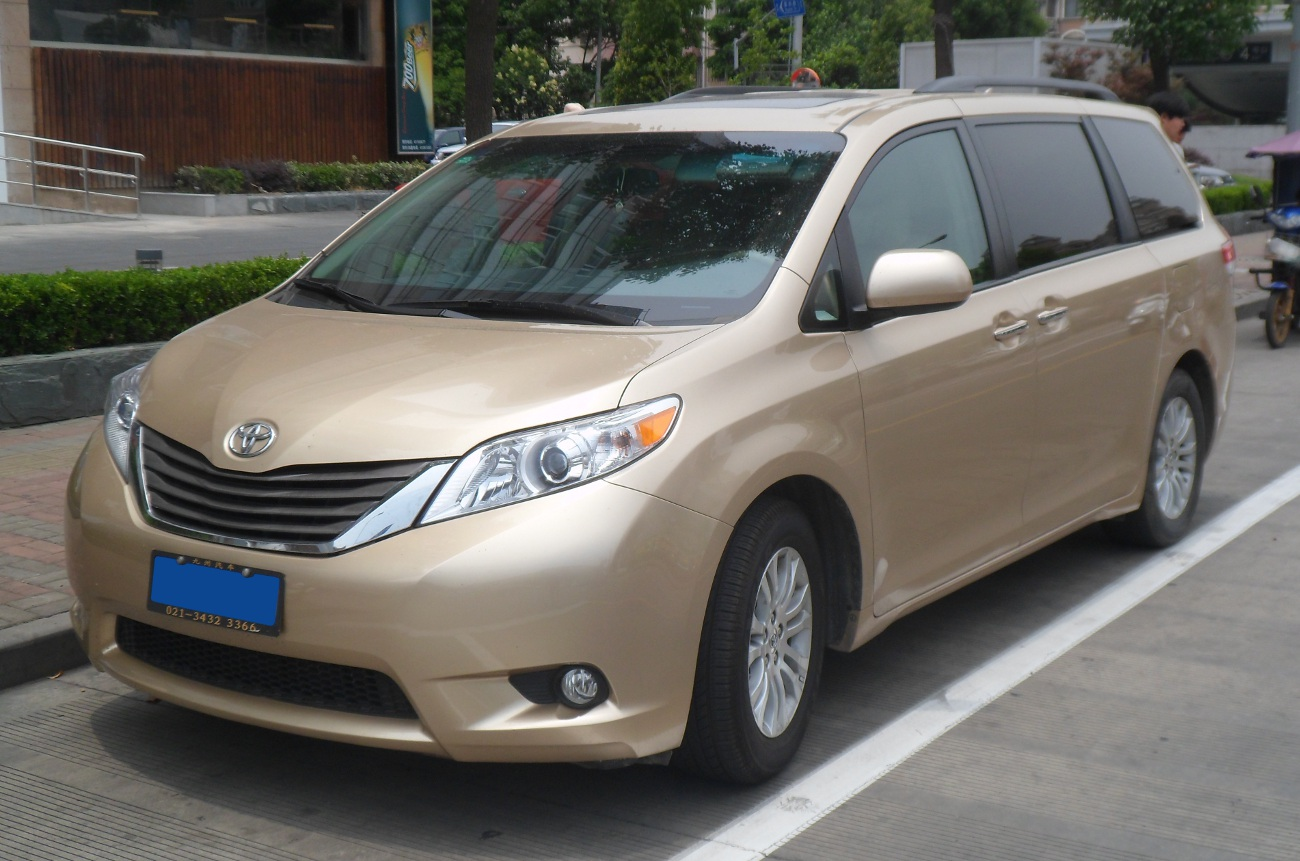
Toyota Sienna LE

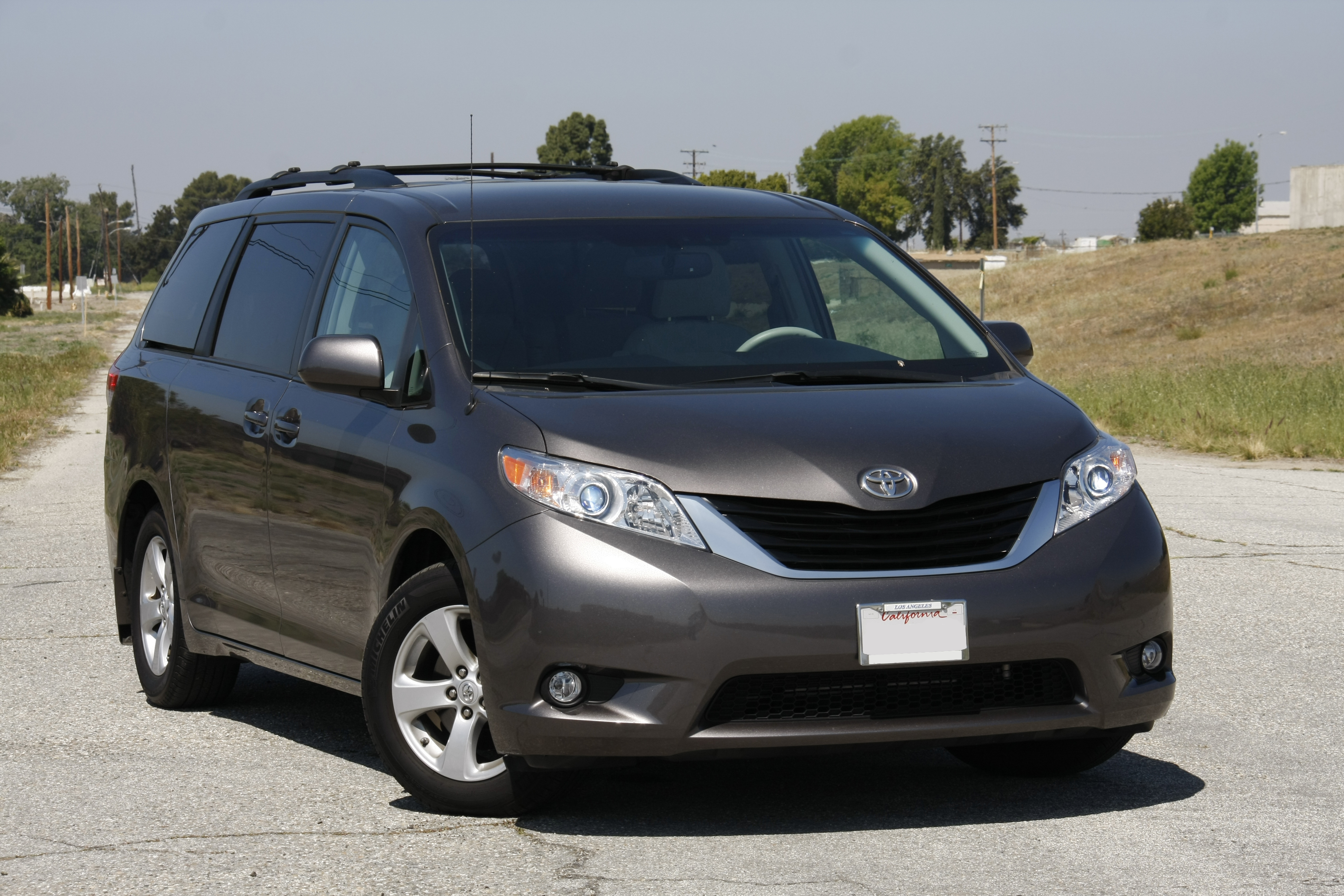
Toyota Sienna LE

Zaprojektowana na nowo trzecia generacja Toyoty Sienny miała premierę w Los Angeles na Auto Show na początku grudnia 2009 roku, a do sprzedaży została wprowadzona już w lutym 2010 roku. Zmianie uległa całkowicie sylwetka samochodu oraz deska rozdzielcza.
Sienna jest oferowana w pięciu wersjach wyposażeniowych: CE, LE, XLE, Limited i po raz pierwszy SE. Nowa seria SE oferuje zmodyfikowane nadwozie oraz lampy tylne, koła o średnicy 19 cali, mocniejsze zawieszenie i poprawione strojenie układu kierowniczego. Napęd na wszystkie koła jest dostępny tylko w silniku V6 w opcjach wyposażeniowych LE, XLE i Limited.
Siennę nadal napędza 3,5-litrowy 2GR-FE, ale po raz pierwszy samochód oferowany jest również z czterocylindrowym silnikiem 2,7 litrowym 1AR-FE.Po raz pierwszy Toyota zaoferowała czterocylindrowy silnik w minivanie w Ameryce Północnej od zakończenia produkcji Toyoty Previi pod koniec 1997 roku. Elektryczny system wspomagania kierownicy (EPS) zastępuje poprzedni, hydrauliczny system wspomagania kierownicy. Toyota nadal oferuje napęd na wszystkie koła i jest to jedynym minivanem w Ameryce Północnej z dostępnym napędem AWD. Szacowane spalanie to 12,4 l/100 km w mieście oraz 9,8 l/100 km w trasie dla modeli napędzanych czterocylindrowym silnikiem, 13 l/100 km w mieście oraz 10 l/100 km w trasie dla modeli V6 FWD, 14,5 l/100 km w mieście oraz 10,5 l/100 km  dla modeli V6 AWD. Opcjonalny pakiet holowniczy dla modeli V6 jest przystosowany do holowania przyczep o masie 1600 kg.
Nowe opcje wyposażenia obejmują: przesuwane w drugim rzędzie fotele, bezkluczykowy system uruchamiania samochodu przyciskiem, system rozrywki z DVD dla tylnych foteli wykorzystujący teraz ekran LCD o przekątnej 16,4 cala (41,7 cm), który działa w dwóch trybach wyświetlania, w panoramicznym rozmiarze 16: 9 lub dwóch oddzielnych ekranach rozdzielczych o proporcjach 4:3 z oddzielnymi, bezprzewodowymi słuchawkami. Dodatkowo w wersjach Limited montowany jest szklany otwierany szyberdach dla drugiego rzędu siedzeń.
Dla bezpieczeństwa kamera cofania wyposażona jest w obiektyw panoramiczny o 180° kącie widzenia. Inne nowe opcje obejmują system martwego pola z monitorowaniem zmiany pasa ruchu (PCS) oraz automatyczny przełącznik świateł długich na mijania, oraz bardziej zaawansowany system kontroli toru jazdy, znany pod nazwą Vehicle Integrated Dynamics Management. Poduszka powietrzna na kolana kierowcy wchodzi teraz do podstawowego wyposażenia we wszystkich dostępnych opcjach.
W roku 2013 czterocylindrowy silnik 2,7 litrowym 1AR-FE zostaje wycofany ze sprzedaży.
W roku 2015 pojawił się niewielki lifting z nowymi lampami tylnymi i wystrojem wnętrza. Sienna SE zachowała oryginalne reflektory sprzed liftingu, podczas gdy reszta dostępnych opcji otrzymała nowe światła tylne (CE, LE, XLE i Limited). Toyota dodała trzy nowe kolory (Sky Blue Pearl, Creme Brulee Metallic i Attitude Black Metallic). W modelach Limited i SE, Sienna wyposażona jest w odświeżone reflektory z diodowymi światłami do jazdy dziennej. Pozostałe tryby (CE, LE i XLE) mają te same reflektory, co ich wersje sprzed liftingu.
W roku 2017 sześciobiegowa automatyczna skrzynia biegów została zastąpiona nową ośmiobiegową skrzynią biegów oraz zastosowano 3,5 litrowy silnik 2GR-FKS wyposażonymi w bezpośredni wtrysk paliwa do cylindrów Toyota D4-S. Nowy silnik posiada moc zwiększoną do 296 KM (221 kW) przy momencie obrotowym 357 Nm.
Na rok 2018 planowany jest drugi łagodny lifting obejmujący nowy grill chłodnicy, nowe reflektory, zastosowanie lepszego wyciszenia kabiny oraz montaż w kabinie dodatkowych portów USB dla każdego z rzędów. Zmianie ulegnie także systemu rozrywki dla tylnych foteli.

## Galeria

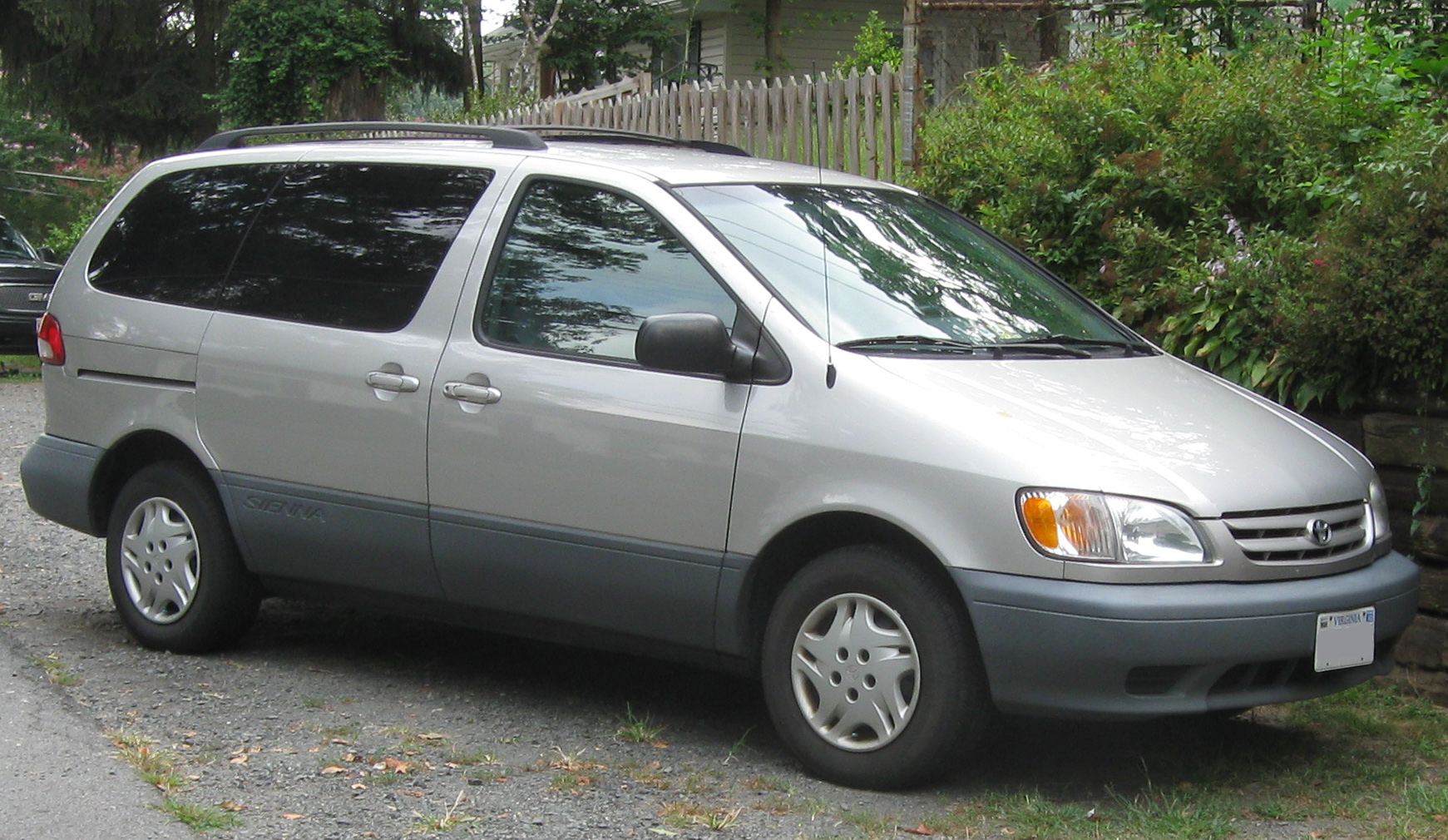
'01-'03 Sienna
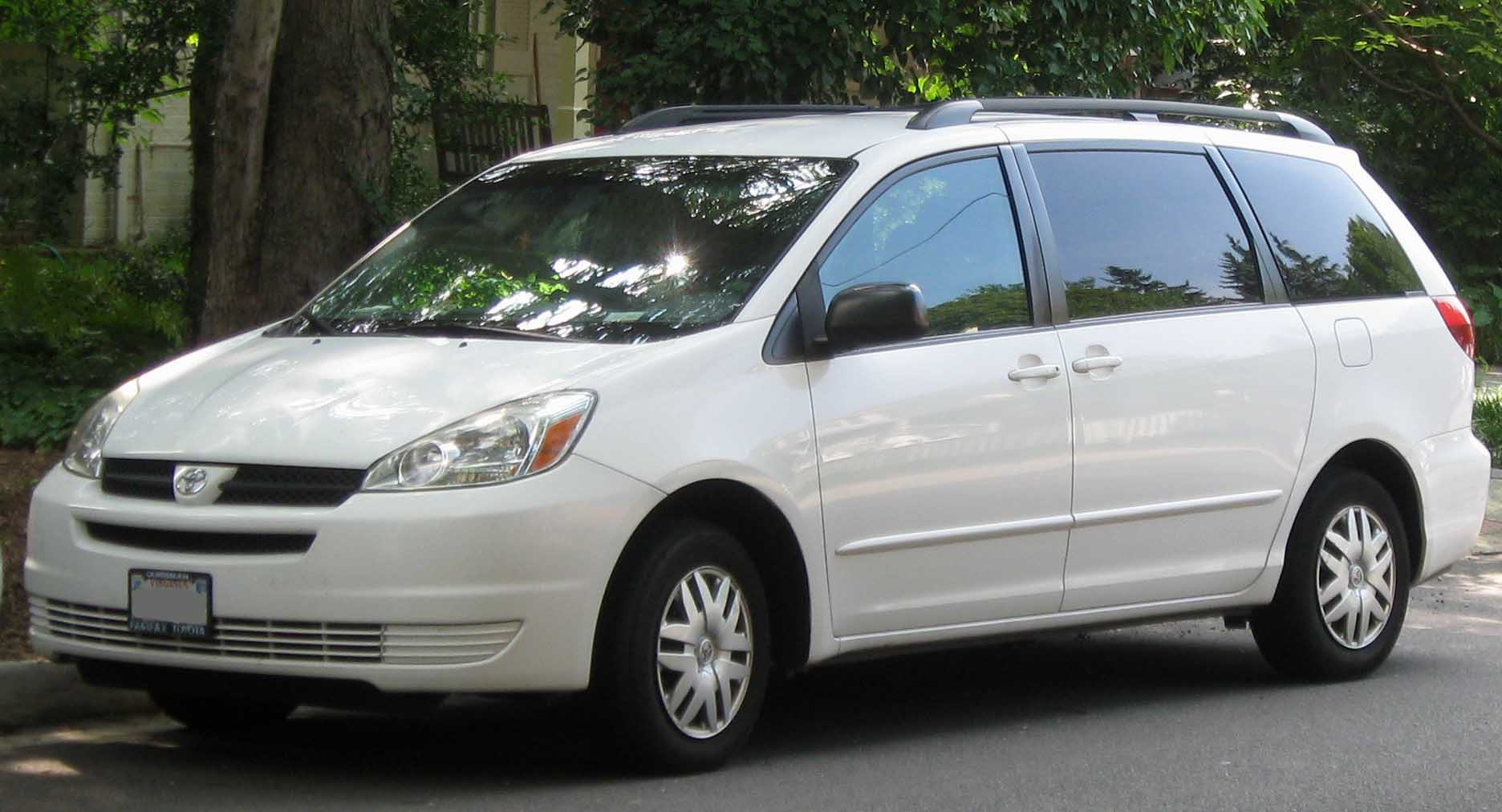
'04-'05 Sienna
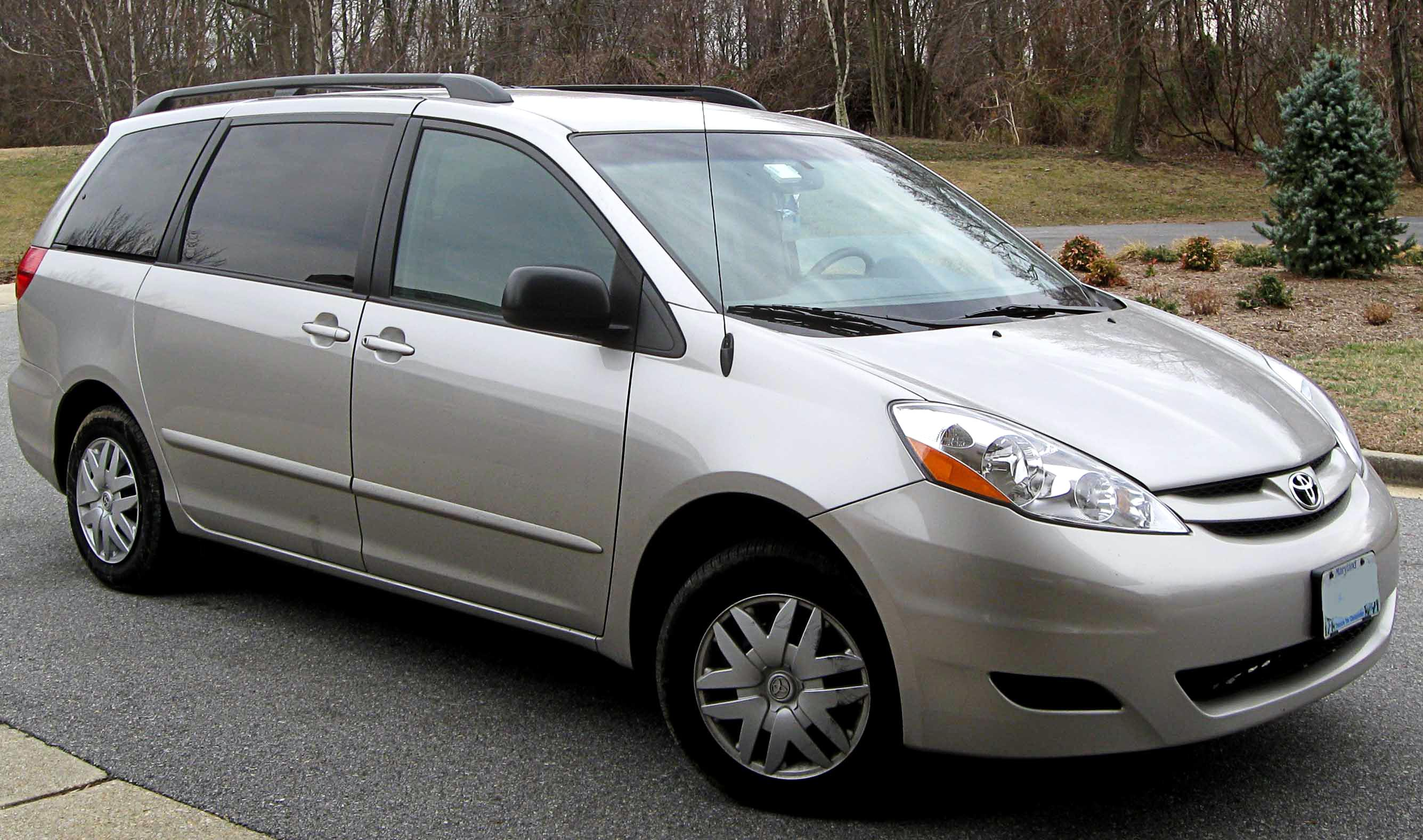
'06-'10 Sienna
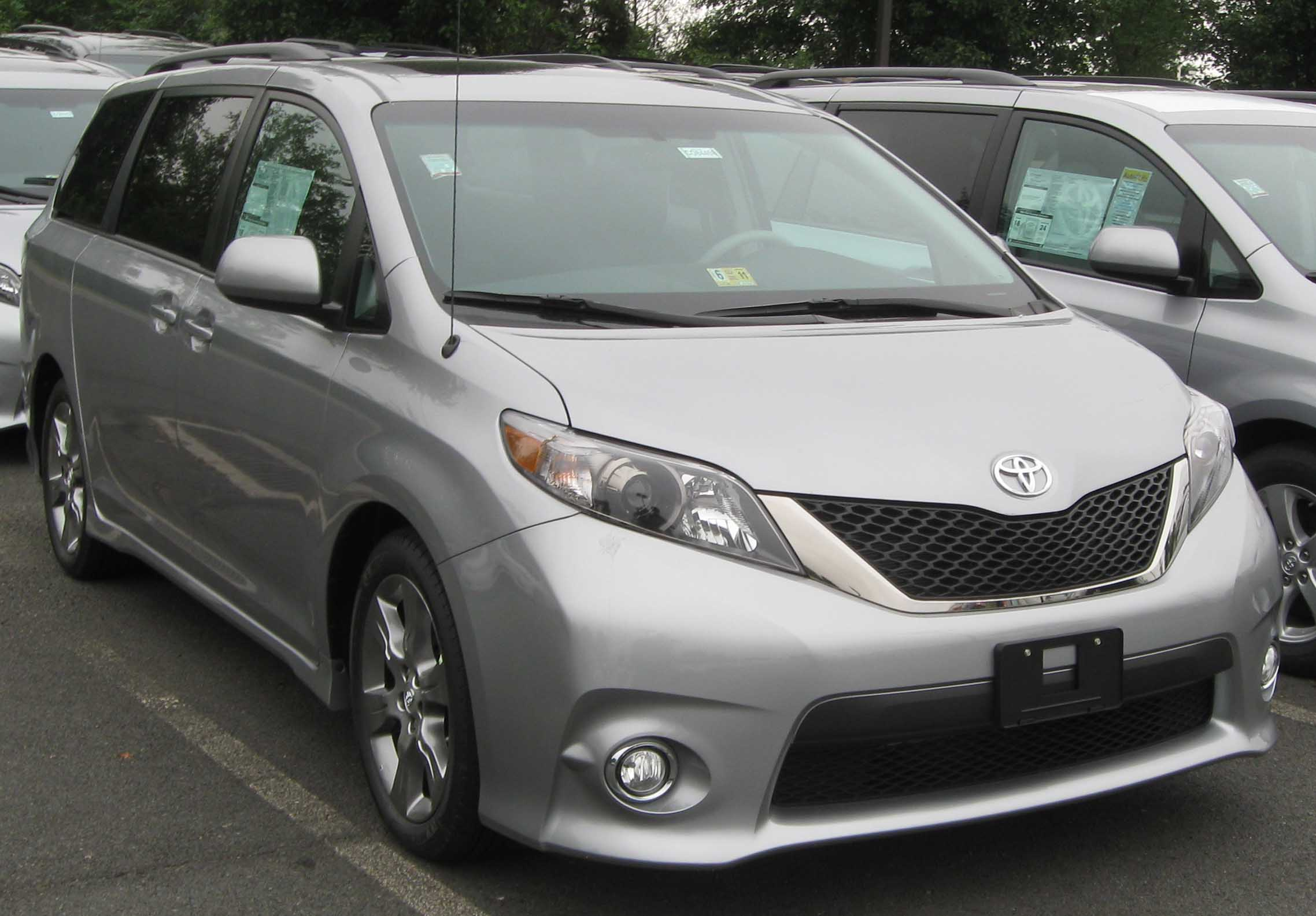
'11 Sienna